# Salammbô (Moussorgski)
Pour les articles homonymes, voir Salammbo (homonymie).

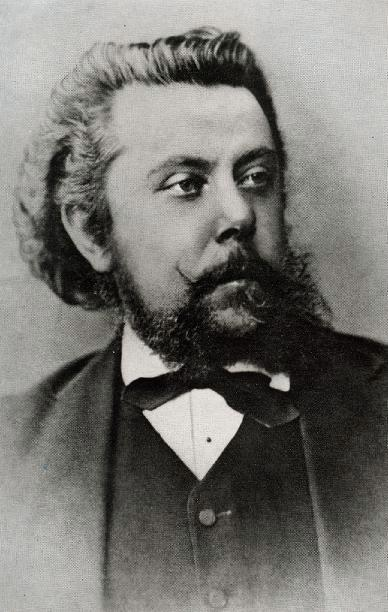
Modeste Moussorgski (21 mars 1839 - 28 mars 1881)

Salammbô est un opéra inachevé que Modeste Moussorgski composa entre 1863 et 1865 sur un livret de lui-même écrit en s'inspirant du récit du roman éponyme  de Gustave Flaubert. Bien que l'opéra ne fut pas achevé, Moussorski puisa par la suite quelques motifs de son œuvre pour les réutiliser dans son grand opéra Boris Godounov. 
L'opéra fut représenté en novembre 2003 à Londres par Mstislav Rostropovitch (officiant en tant que chef d'orchestre) d'après des fragments découverts et la partition existante. L'œuvre dure environ 60-70 minutes et se compose d'un seul acte,. Dans la version « définitive », l'opéra se compose des arias de Salammbô mais aussi du Chœur des prêtresses.

## Enregistrements
- Zoltan Pesko, Orchestra Sinfonica e Coro di Mailano della Radiotelevisione Italiana / Mino Bordignon (chef de choeur) / Ludmila Shemchuk (mezzo-soprano), Gheorghi Seleznev (basse), William Stone (bariton), Gorgio Surjan (basse), Gorgio Tieppo (ténor), Eftimios Michalopoulos (basse) (coffret de 2 disques vinyles, 1981, CBS 79253) (six scènes de l'opéra inachevé / enregistrement live d'un concert en public de la RAI Radiotelevisione Italiana donné à Milan le 10 novembre 1980)[3],[4].
- Claudio Abbado, Chœur philharmonique de Prague, Orchestre philharmonique de Berlin (1993) (only Chorus Of Priestesses)